# Naftalina (gruppo musicale)
Naftalina è un gruppo musicale pop punk italiano, fondato da Peter Torelli a Forlì a metà degli anni novanta. Hanno raggiunto la notorietà a livello nazionale nel 1999 con la pubblicazione del singolo Se, che ebbe una notevole airplay radiofonica e televisiva, seguito dal loro disco di esordio Non salti come me... T.V.T.B., pubblicato dall'etichetta discografica Baby Records (distribuzione Sony Music) e in Germania dalla ZYX Music nello stesso anno.
Dopo un primo scioglimento del gruppo nel 2002 a seguito di divergenze artistiche, si sono riuniti nel 2008 con una formazione parzialmente differente per esibizioni dal vivo. Il nome Naftalina torna discograficamente attivo dal 2018, inizialmente con una formazione parzialmente originale e dal 2021 come pseudonimo del progetto musicale solista di Torelli.
Il 08/08/23 durante il compleanno di Peter, il batterista Pinna comunica la sua volontà nel volere rientrare a far parte dei Naftalina dopo oltre 20 anni per nuovi live o sessioni in studio.
Il 05/09/23 esce a sorpresa una raccolta dei demo del periodo 1996-1998 nel quale sono presenti vari inediti. 

## Storia del gruppo

### L'esordio e il successo
Il gruppo nacque dalle esperienze naufragate dei gruppi musicali "FUG" e "Kinder Kolazione +", dei quali faceva parte il leader del gruppo Peter Torelli, che negli ambienti musicali della città d'origine, Forlì, conobbe Klari, bassista e seconda voce del gruppo, e il sedicenne Pinna, insieme ai quali compose la prima formazione dei Naftalina, di genere pop punk e ispirati alla contemporanea esperienza discografica dei Prozac+ e, sul piano internazionale, ai Nirvana e ai blink-182, ma accostati dalla critica anche agli Elastica.
Notati da Marco Viroli nel negozio di dischi in cui lavorava Torelli e all'interno del quale il gruppo suonava nel magazzino sotterraneo, vennero quindi messi in contatto, nel luglio del 1998, con l'arrangiatore David Sabiu e con Claudio Cecchetto, attraverso i quali il gruppo riuscì a ottenere un contratto discografico con la Baby Records. Venne così registrato l'album di debutto, intitolato Non salti come me... T.V.T.B., anticipato dal primo singolo discografico Se.
Il brano ottenne un grosso successo di airplay radiofonico e televisivo in Italia, venendo programmato in particolar modo su Radio Deejay e su MTV e raggiungendo la vetta della classifica dell'airplay per otto settimane. Spinto dal successo ottenuto in Italia, la Baby Records produsse una edizione tedesca dell'album pubblicata in Germania, con l'aggiunta di una traccia interpretata in lingua italiana e tedesca intitolata Wenn. Il primo lavoro discografico fu accompagnato anche da un tour composto da settanta date, durante il quale il gruppo ha condiviso il palco con i Litfiba, i Lunapop, Mario Venuti e i Prozac +.
In seguito al successo del primo disco, il gruppo registrò un secondo album intitolato Hello Rock, che però non venne pubblicato per disaccordi con la casa discografica che giudicò le sonorità del nuovo lavoro troppo rock, e portò quindi allo scioglimento dei Naftalina.

### Le reunion
Nel 2008, Torelli tentò un rilancio del gruppo con una formazione differente e tutta al femminile, con la quale pubblicò un singolo destinato solo al web dal titolo Distruggimi e alcune altre tracce diffuse sulla piattaforma MySpace, ma l'esperienza non ebbe seguito.
Nel 2017, l'etichetta discografica indipendente Lostdog Records pubblicò la raccolta 2001-2011, all'interno della quale vennero diffusi per la prima volta i brani del secondo album rimasti fino ad allora inediti e che è stata diffusa sulle piattaforme digitali.
A seguito di ciò, il gruppo si riunì per alcune esibizioni dal vivo, culminato il 23 novembre 2018 in un concerto al Sidro Club di Savignano sul Rubicone, per celebrare i vent'anni dal loro esordio. La reunion culminò con la pubblicazione nel gennaio 2020 del secondo album ufficiale, autoprodotto, intitolato La fine, anticipato dai singolo Error 404 e Distorta.

### Il progetto solista di Peter Torelli
Dal 2021, il nome "Naftalina" identifica l'attività da solista del frontman Peter Torelli, che pubblica i singoli Sembra facile e, dal 16 novembre 2021 pubblica il singolo radiofonico Betta 96, dedicato alla cantante dei Prozac+ Elisabetta Imelio, scomparsa nel 2020. L'esperienza solista è sfociata nel terzo album dei Naftalina, prima come progetto solista di Torelli, dal titolo Microgrammi di dolore, pubblicato nel marzo 2022 dall'etichetta discografica Supercharger Records sulle piattaforme di distribuzione digitale.

## Formazione
Formazione originale (1997-2002)
- Peter - voce e chitarra
- Klari - basso e voce
- Pinna - batteria

Seconda formazione (2008-2011)
- Peter - voce e chitarra
- Simona Sansovini - chitarra e voce
- Isabel Tinti - basso e voce
- Juliette ant - batteria e voce

Reunion (2018-2020)
- Peter - voce e chitarra
- Klari - basso e voce
- David Sabiu - batteria

Attuale (2023)
- Peter - voce e chitarra
- Klari - basso e voce
- Pinna - batteria

## Discografia

### Album
- 1999 - Non salti come me... T.V.T.B.
- 2020 - La fine
- 2022 - Microgrammi di dolore
- 2023 - Demo 1996-1998

#### Raccolte
- 2017 - 2001-2011

### Singoli
- 1999 - Se
- 1999 - Non salti come me
- 2008 - Distruggimi
- 2019 - Error 404
- 2019 - Distorta
- 2021 - Sembra facile
- 2021 - Betta 96
- 2021 - Intro Finale